# Mikola Abramtschyk
Mikola Abramtschyk (belarussisch Мікола Абрамчык; * 16. August 1903 bei Maladsetschna, Russisches Kaiserreich; † 29. Mai 1970 in Paris) war ein belarussischer Politiker und Publizist. Von 1943 bis 1970 war er Präsident der Rada BNR, der Exilregierung der Weißruthenischen Volksrepublik.

## Leben
Abramtschyk schloss 1920 die Schule in Radaschkowitschy ab. Anfang der 1920er, schon mit 19 Jahren, war er Beauftragter der Regierung der neu gegründeten Weißruthenischen Volksrepublik in dem Bezirk von Vialejka in dem von Polen kontrollierten Westbelarus. Um die lokalen Aktivitäten mit den Untergrundgruppen in Minsk zu koordinieren, reiste Abramtschyk mehrere Male illegal in die Belarussische SSR.
1924 erhielt er von der tschechoslowakischen Regierung ein Stipendium, das ihm die Möglichkeit gab in Prag zu studieren. In Prag erhielt Abramtschyk er mehrere Hochschulabschlüsse erhielt und aktiver Teilnehmer des belarussischen politischen Lebens wurde.
1930 umsiedelte Mikola Abramtschyk nach Paris. Er wurde Mitbegründer und Leiter des Chaurus, einer Vereinigung der belarussischen Arbeiter in Frankreich. Er war Herausgeber zweier belarussischen Zeitungen in Frankreich.

### Zweiter Weltkrieg
Während des Zweiten Weltkriegs unterstützte Abramtschyk die Idee einen belarussischen Staat zu gründen, der mit Deutschland verbündet sein sollte. Seine Zusammenarbeit mit dem Deutschen Reich verlief allerdings kürzer und war weniger aktiv als die Zusammenarbeit anderer belarussische Politiker, die Mitglieder des Weißruthenischen Zentralrats wurden.
1939 ging er nach Berlin, um für die belarussischsprachige Zeitung Ranica zu schreiben, welche vom Reichsministerium für die besetzten Ostgebiete finanziell unterstützt wurde. Einer US-amerikanischen Studentenarbeit zufolge, wurde Abramtschyk, der heimlich für die Gestapo gearbeitet haben soll, von seinen deutschen Vorgesetzten aufgrund seiner mangelnden journalistischen Fähigkeiten entlassen und ins Weißruthenische Komitee nach Berlin übertragen, wo er ebenfalls, aufgrund seiner Verwicklung in einem Skandal bezüglich des Missbrauchs von Ausschussgeldern, nach kurzer Zeit entlassen wurde. Abramtschyk kehrte nach Prag zurück, wo er 1943 Präsident der Rada BNR wurde.
Es sind antisemitische Aussagen Abramtschyks überliefert. In seinem 1942 in Berlin veröffentlichten Buch Historyia Bielarusi un karatakh schrieb er, dass Lenin zusammen mit jüdischen Kaufleuten und dessen hinterlistigen Mitarbeiter Nikolai Bucharin, Marx und den Talmud zu einer Doktrin kombiniert habe, die den Namen Bolschewismus trage.
Im Jahr 1944 traf sich Abramtschyk, zusammen mit Radaslau Astrouski und Usewalad Rodska, mit dem Offizier der Waffen-SS Otto Skorzeny, um eine Zusammenarbeit zu beschließen zur Findung von Rekruten und Personal für Sabotage-Einsätze und zur Trainierung von Infiltratoren, was mit der Errichtung von Ausbildungslagern in Walbuze und Dallwitz verwirklicht wurde, wo das gleichnamige Luftlandebataillon aufgestellt wurde.
Als Präsident der Rada BNR und wegen seiner möglichen jüdischen Herkunft stand Abramtschyk unter Druck der Gestapo. Er nahm Kontakt mit der belarussischen Untergrundbewegung auf, wurde jedoch von den Deutschen nach Paris gebracht, wo er unter ständiger Aufsicht der Gestapo leben musste.

### Nachkriegszeit

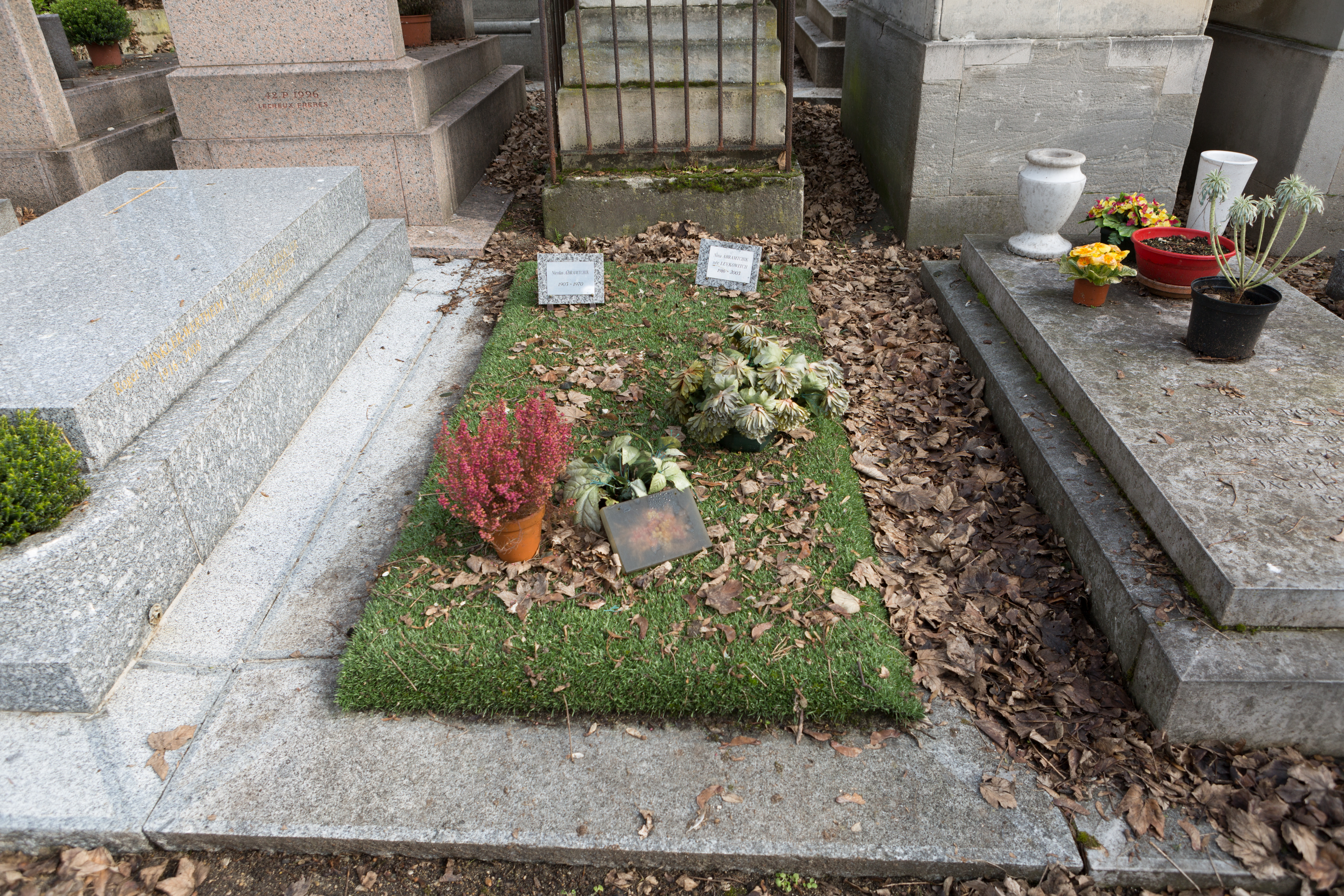
Grab Abramtschyks auf dem Cimetière du Père-Lachaise in Paris

Nach dem Ende des Krieges lebte Abramtschyk in Frankreich. Als Präsident der belarussischen Exilregierung war er der Leiter des größten Teils der politisch aktiven belarussischen Diaspora im Westen und pflegte Kontakte mit den Regierungen der westlichen Länder, um deren Unterstützung für die belarussische Unabhängigkeitsbewegung zu gewinnen für den Fall eines Krieges zwischen dem Westen und der Sowjetunion. Am 28. November 1947 wurde Abramtschyk auf einer Konferenz zum Präsidenten der Rada BNR gewählt.
Laut einer Studentenarbeit arbeitete Abramtschyk angeblich für den französischen Geheimdienst in Paris und wurde ebenfalls vom britischen Geheimdienst unter Kim Philby rekrutiert. Ab 1950 arbeitete Abramtschyks Rada BNR mit der CIA zusammen. Viele Mitglieder der Exilregierung des Weißruthenischen Zentralrats gingen zur Rada BNR über, nachdem bekannt wurde, dass diese besser finanziert werden würde. Dies führte zu einem Konkurrenzkampf zwischen den beiden Exilregierungen. In den 1950er und 1960er Jahren leitete Abramtschyk das Amerikanische Komitee für die Befreiung der Völker Russlands.

## Schriften
- I Accuse the Kremlin of the Genocide of My Nation. Toronto. Byelorussian Alliance in Canada, 1950 (BSB-Katalog)